# Gotthard Giel von Glattburg
Gotthard Giel von Glattburg (* vor 1489; † 13. April 1504) war von 1491 bis 1504 Abt des Klosters St. Gallen. 

## Leben
Gotthard entstammte dem alten St. Galler Ministerialgeschlecht Giel. Sein Vater war Rudolf Giel von Glattburg. Seine Schwester Amalia war von 1507 bis 1532 Äbtissin in Magdenau, seine Schwester Johanna Nonne im gleichen Kloster. Seinen Brüdern Peter, Johann und Rudolf übertrug er klösterliche Lehen, seinen Vater stattete er mit der Herrschaft Wängi im Thurgau aus.

## Wirken
Das Kloster St. Gallen kaufte 1486 die Herrschaft Glattburg. Gotthard aus der Familie der Glattburger ist erstmals 1489 als Konventual im Kloster St. Gallen bezeugt, 1490 amtete er als Statthalter in Wil. Am 18. März 1491 wurde er zum Abt gewählt. Kurz darauf reiste Gotthard nach Rom, um dort am 9. Mai 1491 die päpstliche Bestätigung seiner Abtwürde entgegenzunehmen. Die entsprechenden Weihen erhielt er am 15. Mai 1491 in der Kirche Santa Maria dell’Anima von Bischof Titus Veltri von Castro. Zurück in St. Gallen, schloss er einen Vertrag mit Wil ab, in dem die Rechte des Fürstabts gegenüber der Stadt geregelt wurden. Überhaupt war Abt Gotthard sehr um die Festigung der fürstäbtlichen Rechte und Privilegien besorgt. 1492 erwirkte er die Wiedereinführung des Grossen Zehnten für die Bewohner von Gossau. Zudem bemühte er sich um den Wiederaufbau des zerstörten Klosters Mariaberg in Rorschach, das fortan Schul- und Verwaltungszwecken dienten. Am 13. Februar 1497 liess er in Rorschach den ersten Korn- und Wochenmarkt abhalten. Im Schwabenkrieg unterstützte er die eidgenössischen Orte mit fürstäbtlichen Truppenkontingenten. In religiöser Hinsicht förderte er in Fortsetzung seines Vorgängers die Verehrung des St. Galler Klosterheiligen Gallus, indem er einen kostbaren Reliquienschrein für dessen Gebeine anfertigen liess.
Abt Gotthard pflegte eine klientelistische Amtsführung. Er begünstigte seine Familie sowie ihm treu ergebene Gefolgsleute und liess sie an den ökonomischen Ressourcen der Abtei teilhaben. Dies führte dazu, dass für die Wahl seines Nachfolgers eine Wahlkapitulation aufgesetzt wurde, die solche Praktiken unterbinden sollte.